# Родовища селену і телуру
Родовища селену і телуру
Селен і телур геохімічно схожі. У 1782 р. австрійський гірський інспектор Мюллер фон Райкенштейн, вивчаючи золоті руди Трансильванії, передбачив наявність в них нового елемента, що було доведено в 1789 р. М. Клапротом, що назвав його телуром. Селен відкрив 1808 р. І. Берцеліус.
До 1940 р. застосування обох елементів було обмежене. Використовувалися вони в основному в ґумовій, скляній і хімічній промисловості. У післявоєнні роки селен став широко застосовуватися в напівпровідниковій техніці, для виготовлення фотоелементів, у вимірювальній апаратурі, телебаченні, сигналізації. Телур застосовується в радіотехніці (детектори), для виготовлення термопар, напівпровідникових холодильників і термоелементів. Використовують селен і телур також в металургії як легуючі добавки до різним сталям і сплавам кольорових металів.
Відомо понад 40 мінералів селену. Відомо понад 40 мінералів телуру. Головними з них є: фероселіт FeSe2 (68–72 %), клаусталіт PbSe (27–28 %), блокіт NiSe (68 %), науманіт Ag2Se (23–29 %), тетрадиміт Bi2Te2S (36 % Te), калаверит AuTe2 (57 %), алтаїт PbTe (38 %), гесит Ag2Te (62 %).
За запасами селену найбільш значні магматичні мідно-нікелеві, гідротермальні мідно-молібденові, мідно-колчеданні та інфільтраційні селен-уран-ванадієві родовища, з яких практично і добувається майже весь селен при вмісті в рудах 0,04—0,004 %.
За запасами телуру найбільш значні магматичні мідно-нікелеві, гідротермальні мідно-молібденові, мідно-колчеданні та інфільтраційні селен-уран-ванадієві родовища, з яких практично і добувається майже весь телур при вмісті в рудах 0,04—0,004 %.
Багаті родовища належать до кобальт-селенідо-телурової (Акджілга, Киргизстан; Верхньо-Сеймчанське, РФ), селенідної (Пакахака, Болівія; Сан-Андреасберґ, Німеччина; Сьєрра-де-Уманго, Аргентина), уран-селенідної (Шинколобве, Заїр; район оз. Атабаска, Канада) і золото-телурової (Нагіаг, Фатце-Байа, Румунія) формацій.